# RINGS/THE OUTSIDER 合同大会 〜ヴォルク・ハン引退記念興行〜
RINGS/THE OUTSIDER 合同大会〜ヴォルク・ハン引退記念興行〜（リングス/ジ・アウトサイダーごうどうたいかい〜ヴォルク・ハンいんたいきねんこうぎょう〜）は、日本の総合格闘技団体「リングス」の大会の1つ。2012年12月16日、神奈川県横浜市の横浜文化体育館で開催。

## 概要
大会はRINGS/THE OUTSIDER 合同大会 であり第1次リングスで活躍したヴォルク・ハンの引退記念興行と言う形で行われた。

## RINGS対戦カード
第1次リングスルール : 15分1R
△ヴォルク・ハン vs 船木誠勝△
フルタイムドロー